# Tetrastichus rwankwiensis
Tetrastichus rwankwiensis är en stekelart som beskrevs av Jean Risbec 1958. Tetrastichus rwankwiensis ingår i släktet Tetrastichus och familjen finglanssteklar. Inga underarter finns listade i Catalogue of Life.